# Felipe Dana
Felipe Dana (Rio de Janeiro, 1985) é um fotojornalista brasileiro correspondente da agencia internacional de noticias Associated Press (AP), vencedor do Premio Pulitzer. 

## Biografia
Felipe é um fotógrafo documental e fotojornalista brasileiro conhecido por sua cobertura da desigualdade social e violência urbana na América Latina e conflitos e guerra em vários países, incluindo Iraque, Síria, Afeganistão, Faixa de Gaza, Líbia e Ucrânia.
Em 2023, ganhou o Prémio Pulitzer de Reportagem Fotográfica pela cobertura da invasão russa na Ucrânia, parte da equipe de fotojornalistas da Associated Press (junto com Bernat Armangue, Evgeniy Maloletka, Emilio Morenatti, Nariman El-Mofty, Rodrigo Abd, e Vadim Ghirda).
Ele já havia sido finalista do Prêmio Pulitzer em 2017, 2018, 2019 e 2021. 
Felipe foi premiado pelo World Press Photo em 2013 e 2017, foi selecionado para a primeira Masterclass do World Press Photo na America Latina em 2015 e foi jurado do concurso em 2023. 
Em 2019, foi nomeado Fotógrafo do Ano pelo jornal britânico The Guardian e Fotógrafo Ibero Americano do Ano pelo premio POYi Latam. Ele também recebeu outros prêmios internacionais no Pictures of the Year International (POYi), National Press Photographers Association (NPPA), Overseas Press Club of America (OPC), entre outros. 
Suas fotos e videos de drone da Batalha de Mosul no Iraque ficaram conhecidas depois de serem publicadas nos maiores jornais e revistas do mundo e foram usadas na abertura do filme de ação Mosul no Netflix.

## Prêmios
- 2011: Atlanta Photojournalism Awards[12]
- 2012: Atlanta Photojournalism Awards[13]
- 2013: POY - Pictures of the Year Latam, 3 awards[14]
- 2013: Prêmio World Press Photo[15]
- 2015: NPPA National Press Photographers Association[16]
- 2016: NPPA National Press Photographers Association, 2 prêmios[17]
- 2016: POYi Pictures of the Year International[18]
- 2016: SPJ Sigma Delta Chi[19]
- 2016: APME Associated Press Media Editors[20]
- 2016: Oliver S. Gramling Journalism Awards - AP[21]
- 2016: Atlanta Photojournalism Awards[22]
- 2017: APME Associated Press Media Editors[23]
- 2017: Finalista, Prémio Pulitzer de Reportagem Fotográfica[4]
- 2017: Prêmio World Press Photo[24]
- 2017: NPPA National Press Photographers Association, 3 prêmios[25]
- 2017: Atlanta Photojournalism Awards[26]
- 2018: Finalista, Prêmio Pulitzer de Reportagem Internacional[5]
- 2018: OPC - Overseas Press Club of America[27]
- 2018: Shorty Awards, nomeado[28]
- 2018: National Headliner Awards, 2 prêmios[29]
- 2018: APME Associated Press Media Editors[30]
- 2018: POYi Pictures of the Year International[31]
- 2019: Finalista, Prémio Pulitzer de Reportagem Fotográfica[6]
- 2019: POYi Pictures of the Year International[32]
- 2019: The Guardian :  Fotógrafo de Agencia do Ano[9]
- 2019: POY - Pictures of the Year Latam, 3 prêmios[33]
- 2020: Atlanta Photojournalism Awards, 2 prêmios[34]
- 2020: NPPA National Press Photographers Association[35]
- 2021: POY - Pictures of the Year Latam[36]
- 2021: Finalist, Pulitzer Prize for Breaking News Photography[37]
- 2022: NPPA - Best of Photojournalism, 3 premios[38]
- 2023: 80th POYi Pictures of the Year International[39]
- 2023: Pulitzer Prize for Breaking News Photography[1]